# Taggmakrillfiskar
Taggmakrillfiskar eller taggmakriller (Carangidae) är en familj i ordningen abborrartade fiskar med omkring 140 arter i 33 släkten. Flera arter av taggmakrillfiskar är omtyckta som matfiskar eller som mål för sportfiske och har stor ekonomisk betydelse.

## Kännetecken

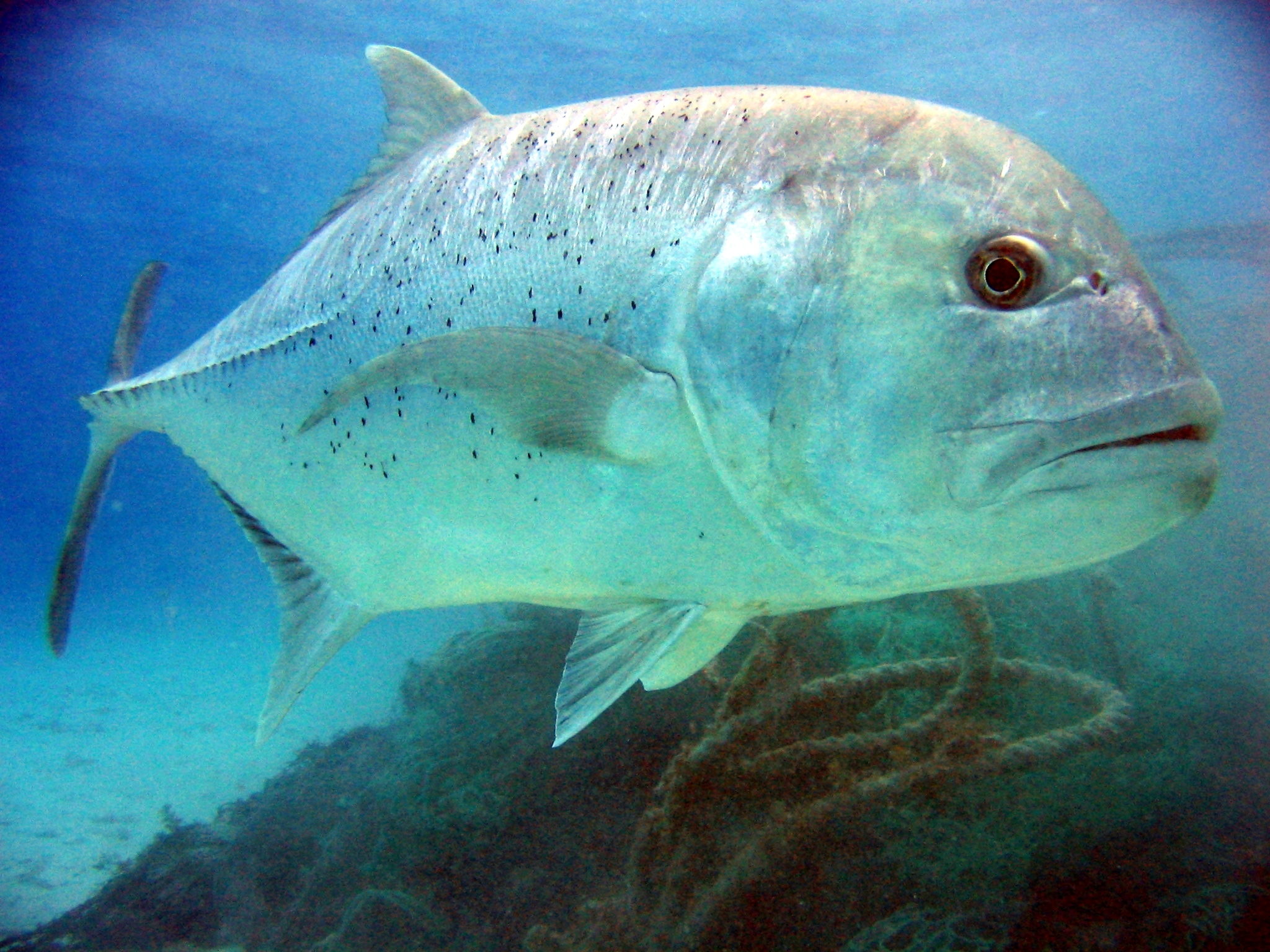
Caranx ignobilis

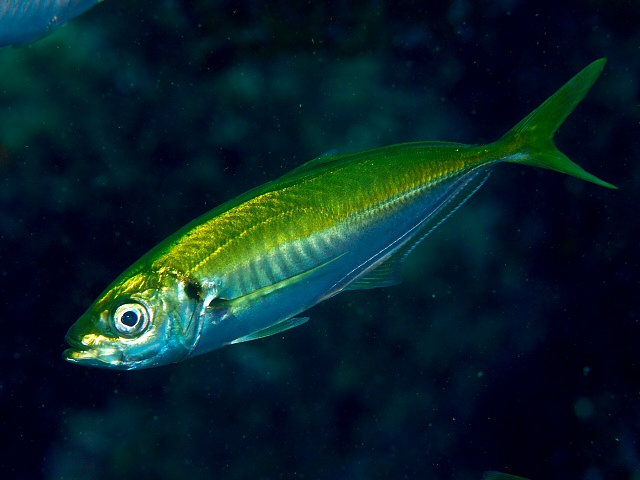
Trachurus japonicus

Arterna i familjen är mycket variabla i utseendet, men typiskt för dessa fiskar är en strömlinjeformad kropp med på sidan avplattad eller rund tvärsnitt. Bröst-, svans- och den främre delen av stjärtfenan är långa och huvudet har ofta en brant profil. 
Färgen är vanligen silveraktig, men några arter har mer en framträdande eller mönstrad färgteckning, ofta med mörkare grönaktig eller blåaktig ryggsida och ljusare vitaktig eller gulaktig undersida. Storleksmässigt varierar arterna i familjen från omkring 25–30 centimeter långa arter som Selene vomer till upp till över en meter långa arter som Caranx ignobilis.

## Utbredning
De flesta arter lever i tropiska och subtropiska regioner av Atlanten och Stilla havet, både vid kuster och i öppna havet och kring rev. I Sverige förekommer arten taggmakrill.

## Levnadssätt

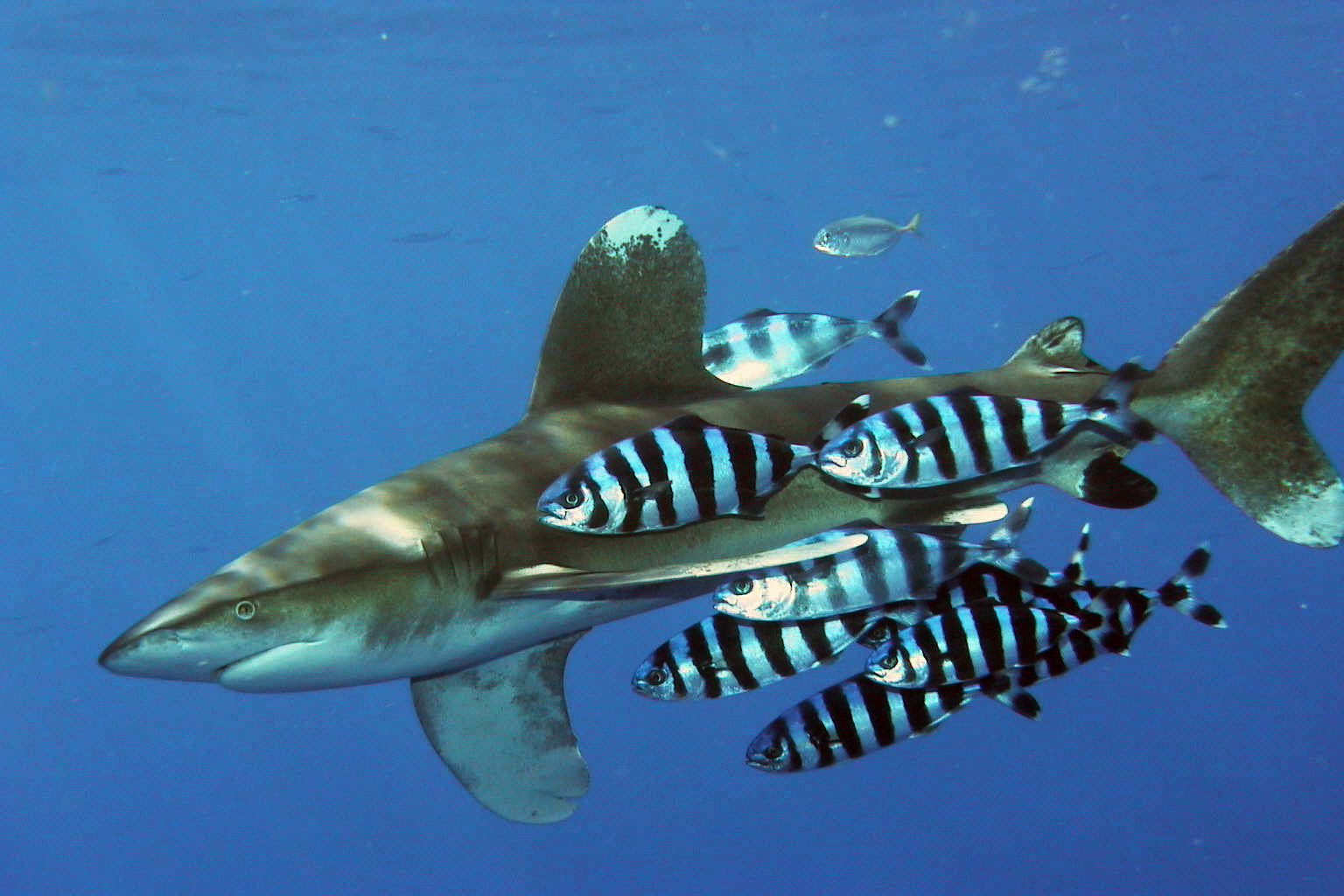
Naucrates ductor tillsammans med en haj

Taggmakrillfiskar är vanligen rovfiskar som jagar små fiskar som sardin, fisklarver och små pelagisk levande kräftdjur, men några arter söker också efter ryggradslösa djur på havsbotten. 
Det finns också exempel på arter som i större eller mindre utsträckning lever i symbios med andra arter, som pilotfiskar, som ofta hittas i sällskap med hajar och andra större havslevande djur och rengör dem från parasiter, som Naucrates ductor. 
Ett annat exempel på en art som ofta uppehåller sig tillsammans med hajar är Gnathanodon speciosus, dock inte för att rengöra dem från parasiter utan som ett skydd mot rovdjur, eftersom hajens närvaro skrämmer bort andra rovfiskar som ser den som ett byte. Själv är den för liten för att vara intressant som byte för hajen. 